# Jacob van Liesvelt

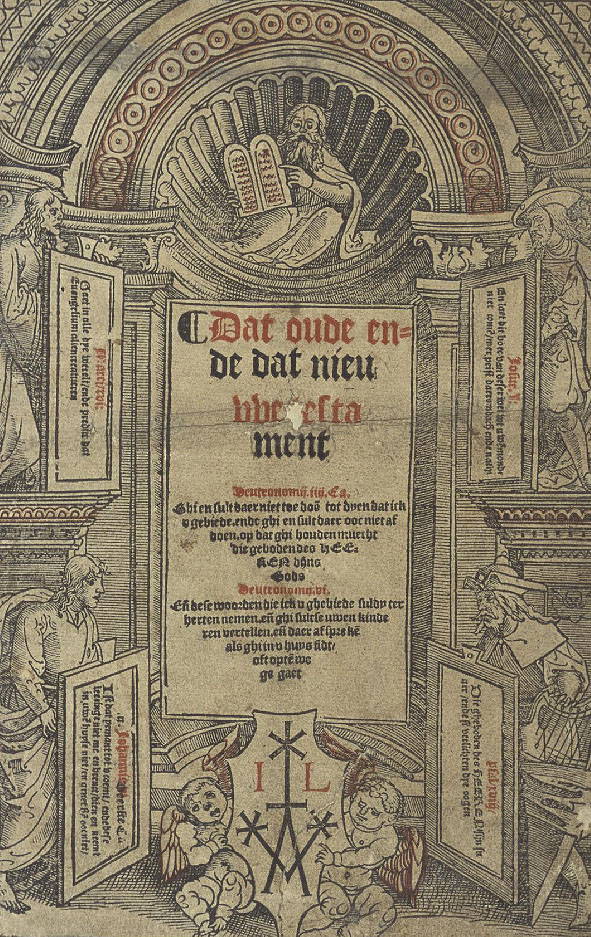
Dat oude ende dat nieuwe testament, 1526

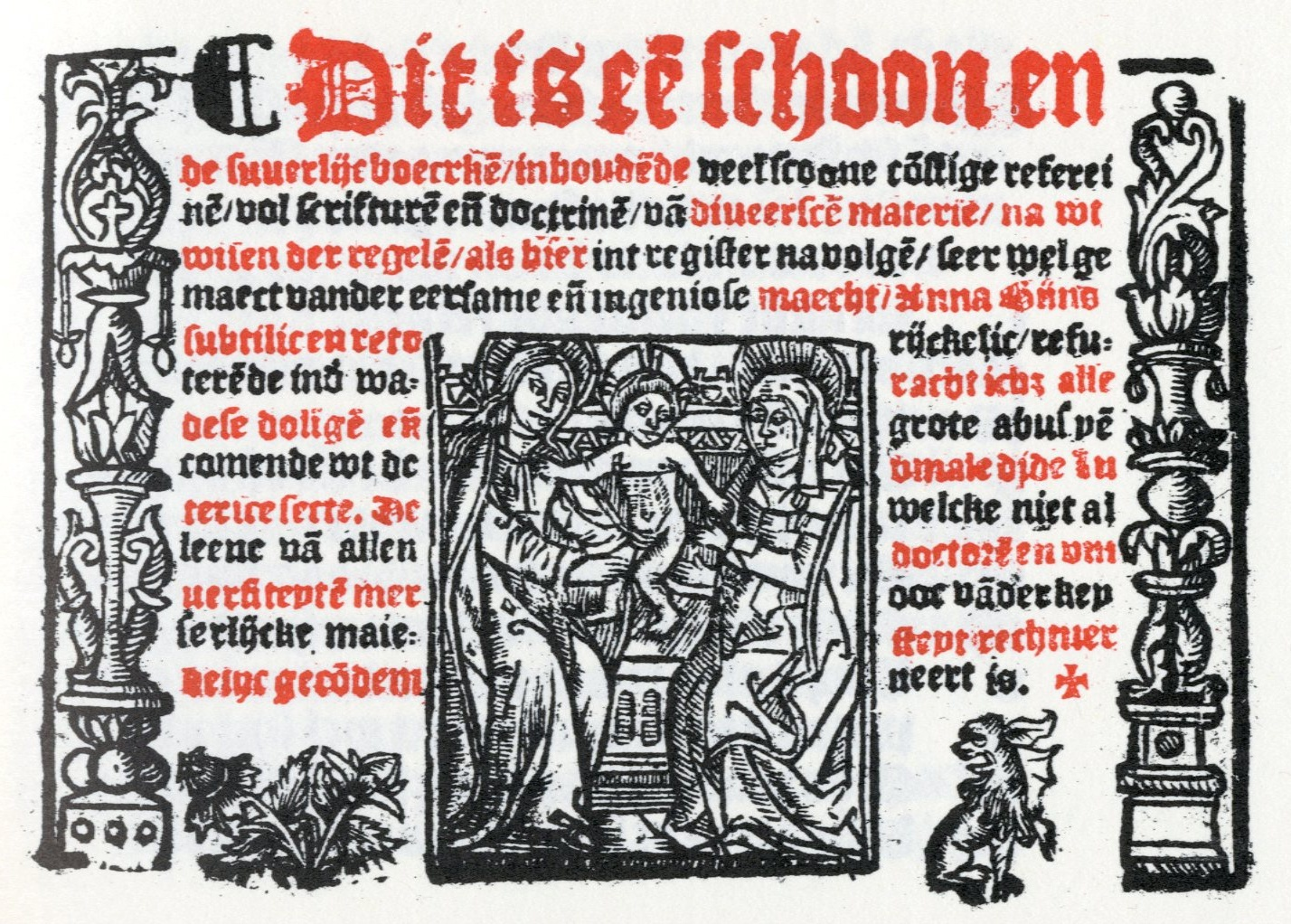
Titelpagina van Schoon ende suverlijc boecxken inhoudende veel constige refereinen van Anna Bijns uit 1528

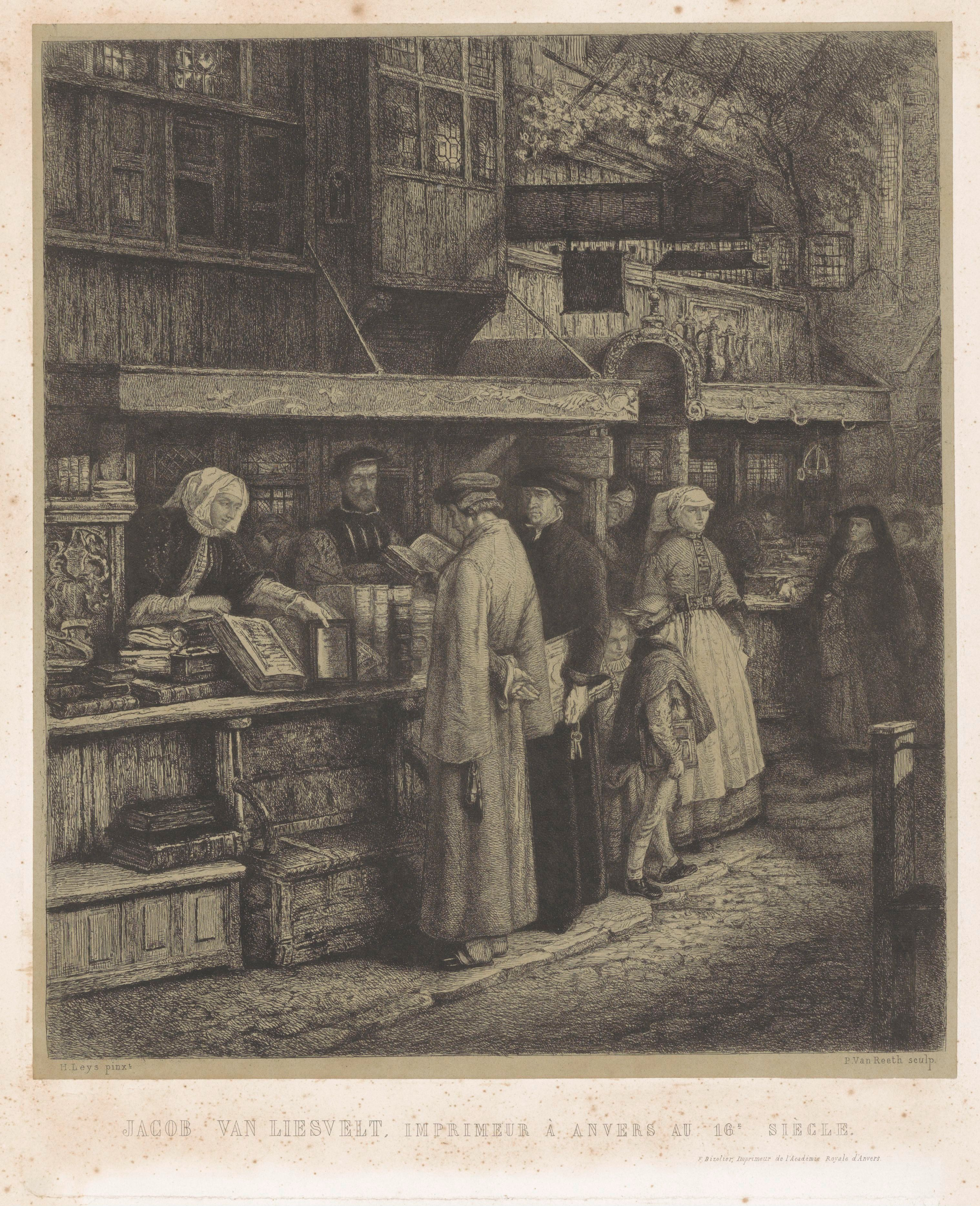
De boekhandel van Liesvelt in Antwerpen

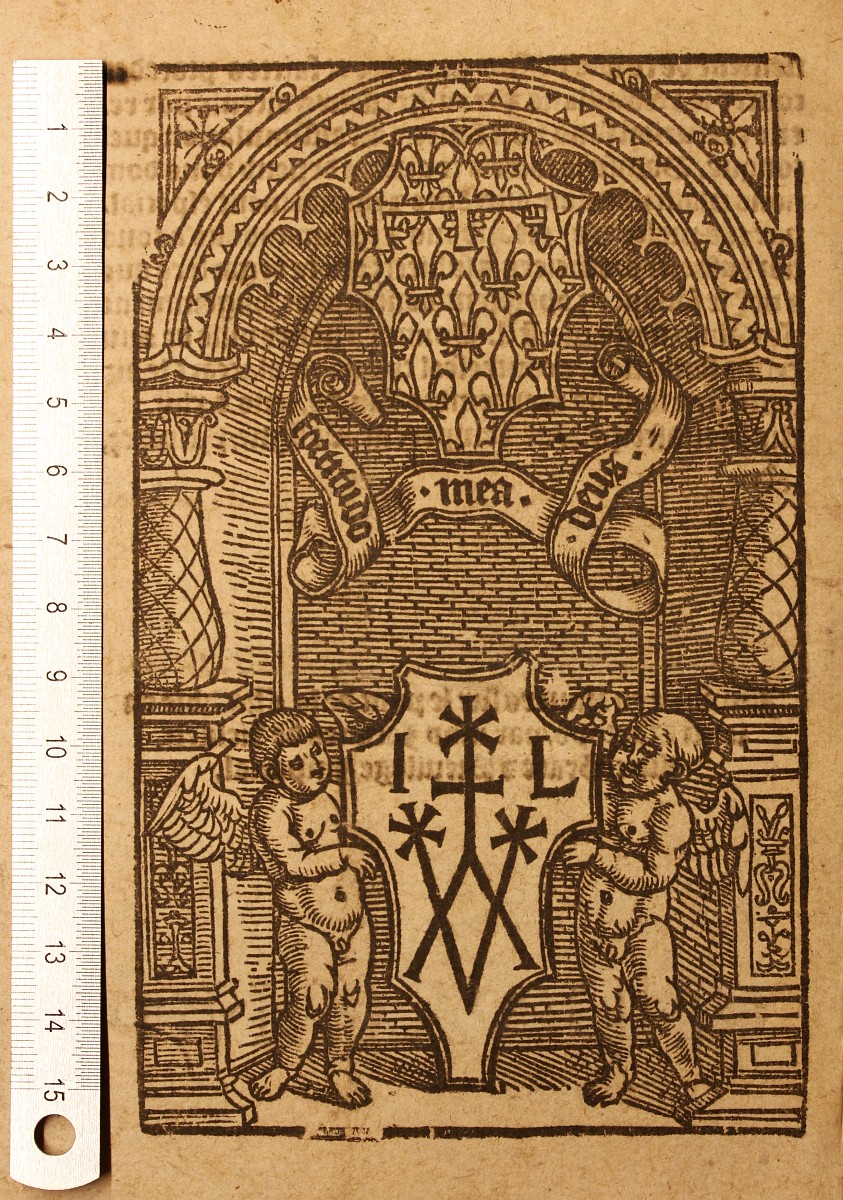
Drukkersmerk van Jacob van Liesvelt, zoals gebruikt in Keizer Karel V (1543). Par lempereur, placatz ou mandement de limperialle maieste des impositions accordees [...] des estatz du pays de Brabant, Erfgoedbibliotheek Hendrik Conscience K 29156 (f. A4 verso).

Jacob van Liesvelt (Antwerpen, rond 1490 - Antwerpen, 28 november 1545) was een Antwerpse boekdrukker en boekhandelaar. Van Liesvelt was de zoon van de drukker Adriaen van Liesvelt. In 1513 begon hij zijn eigen werkzaamheden als drukker en boekverkoper. Hij huwde Maria Anxt. Het echtpaar kreeg drie kinderen waaronder een zoon Hans die later ook drukker en uitgever zou worden. 
Van Liesvelt bracht de eerste gedrukte complete Nederlandstalige bijbelvertaling uit in 1526. Die bijbel staat bekend als de Liesveltbijbel. Het Nieuwe Testament was een vertaling vanuit de tekst van Maarten Luther. Het Oude Testament was ook voor een deel gebaseerd op teksten van Luther, de katholieke Vulgaat en waarschijnlijk een Middelnederlands handschrift uit de vijftiende eeuw. In 1535 was de herdruk nog uitsluitend gebaseerd op de lutherse vertaling. Het werk zag in totaal vijf herdrukken bij van Liesvelt. Hij werd in 1545 na een proces ter dood veroordeeld en onthoofd. 

## Andere uitgaven
Het geheel van de door Liesvelt bezorgde boeken bestaat uit meerdere genres en is nogal gemengd van samenstelling. Hij gaf  naast theologische werken, ordonnantiën en almanakken ook een keizerlijk plakkaat tegen de wederdopers uit. In 1522 bracht hij in vier afzonderlijke delen de eerste gedrukte versie van de oudste bewaarde Middelnederlandse prozatekst, de Zuid-Nederlandse evangelievertaling, uit. 
In 1528 verzorgde hij de uitgave van het Schoon ende suverlijc boecxken inhoudende veel constige refereinen van de dichteres Anna Bijns. Deze uitgave vestigde de  faam van Bijns als een groot dichter. Zij  was streng orthodox katholiek en een groot tegenstander van Luther. In de uitgave wordt Luther als 'leugenaar' en 'bedrieger'  weggezet. In 1540 drukte hij  twee uitgaven van een nieuw plakkaat tegen de ketterij. Een gebedboek met een Nederlandse vertaling van Erasmus' Precatio Dominica  werd op de  Index van Leuven geplaatst  Na zijn executie werden ook alle edities van de Liesveltbijbel met uitzondering van de eerste uitgave van 1526 op die index geplaatst. .

## Proces en executie
Van Liesvelt had meerdere malen moeilijkheden met de justitiële autoriteiten vanwege beschuldigingen van het drukken van werk zonder de vereiste toestemming. Zowel in 1536 en 1542 werd hij echter na een proces vrij gesproken. In 1545 werd hij opnieuw gedaagd vanwege dezelfde beschuldiging. In 1542 was de zesde –gewijzigde – editie van de Liesvelbijbel op de markt gekomen. Die editie bevatte een aantal toelichtende kanttekeningen op de bijbeltekst met een duidelijk protestantse inhoud. Lange tijd is aangenomen dat dit feit de belangrijkste reden was voor zijn veroordeling tot de dood. Nader onderzoek in de eenentwintigste eeuw levert daarbij echter wel wat kanttekeningen op.  
De meest geciteerde gewraakte toelichting dat Des Menschen salicheyt alleen doer Christum quam  komt niet in de editie van 1542 voor. Van de processtukken is de verdediging van Liesvelt bewaard gebleven. Hij spreekt daarin volstrekt niet over de kanttekeningen en toelichtingen in de editie van 1542. De essentie van die verdediging is dat hij slechts teksten herdrukte waarvoor al jaren eerder toestemming was verkregen of in ieder geval niet waren verboden. Liesvelt is onthoofd en niet- zoals bij ketters het geval was – op de brandstapel gezet. Ook dat heeft aanleiding gegeven tot  de veronderstelling dat hij voor een burgerlijk en niet voor een godsdienstig vergrijp is veroordeeld. 
In de Noordelijke Nederlanden verkreeg van Liesvelt een heldenstatus. Dat uitte zich op uithangborden bij onder meer boekverkopers waarop de Liesveltbijbel is afgebeeld. In de Warmoesstraat in Amsterdam waren drie herbergen met de naam   de Eerste, de Tweede en de Derde Liesfeldse Bijbel die tot aan het eind van de achttiende eeuw die naam hadden. Ook op het Rokin was een logement met deze naam. Een jaar na zijn executie verkreeg zijn weduwe toestemming om de drukkerij van Liesvelt voort te zetten. Zij gaf boeken uit onder de benaming  weduwe van Liesvelt. Haar uitgaven waren voornamelijk katholieke werken. Na 1551 zette hun zoon Hans het bedrijf voort. 